# 聖慾
是一部2021年法国和荷兰的传记剧情片，由保罗·范霍文执导并共同编剧，薇吉妮·愛菲亞饰演贝妮蒂塔·卡利尼，她是17世纪的一名初出茅庐的修女，进入了意大利的一家修道院，并开始了与另一个女人的爱情故事。
该片在第74屆坎城影展上首映，并参与金棕榈奖的角逐。

## 演员
- 薇吉妮·愛菲亞 饰演 Benedetta Carlini
- 藍柏·威爾森 饰演 The Nuncio
- Daphne Patakia 饰演 Bartolomea
- 夏綠蒂·蘭普琳 饰演 The Abbess
- 克洛蒂尔德·库罗 饰演 Midea Carlini
- Hervé Pierre 饰演 Paolo Ricordati

## 制作

### 拍摄
主体拍摄于2018年7月19日在意大利的蒙特普尔恰诺开始。其他地点包括同样在意大利的奥尔恰谷和贝瓦尼亚，以及法国的西瓦冈修道院和托罗内修道院。制作过程极其保密，除非为影片工作，否则任何人都不允许进入拍摄现场。制片人Saïd Ben Saïd承认，这个故事是一个“有争议的话题”，并担心来自原教旨主义天主教协会的反应。

## 发行
最初报道该片将在第72屆坎城影展上首映，但百代公司于2019年1月14日宣布该片推迟到2020年上映，称范霍文正在从髋关节手术中恢复，後期製作被延迟。由于2019冠状病毒病疫情的影响，2020年举行的第73屆坎城影展被取消后，该片再次延迟到2021年。

## 評價
本片在法國影評網站AlloCiné基於36條評論，獲得平均分數3.8/5。爛番茄根據187條專業評論，獲得84%新鮮度，平均分數7.2/10 。Metacritic則根據38條評論，得出總分71分（滿分100分）。

## 外部連結
- 互联网电影数据库（IMDb）上《聖慾》的资料（英文）
- 豆瓣电影上《聖慾》的資料 （简体中文）